# Семикаракорская Центральная библиотека
Семикаракорская Центральная библиотека — библиотека города Семикоракорска Ростовской области. Открыта в 1938 году. 
Адрес: 346630, Ростовская область, Семикаракорский район, город Семикаракорск, 4-й переулок, д. 17.

## История
Первое упоминание о библиотеке в станице Семикаракорской относится к 1870 году. В статистических данных отмечается, что в станице имеется 1 церковно – приходское училище, 5 питейных заведений, 2 церкви, одна библиотека с 225 книгами. Следующее упоминание о библиотеке связано с созданием колхоза «Красный октябрь» на базе рыболовецких артелей. Тогда правление колхоза находилось в бывшем кулацком доме (теперь там контора рыбколхоза). В этом доме под библиотеку была выделена одна комната.
Официальной датой открытия библиотеки в Станице Семикаракорской считается 1938 год.
В годы Великой Отечественной войны библиотека размещалась на втором этаже городского Дома культуры. В это время в библиотеке были открыты передвижные отделы в госпиталях и на призывном пункте. В целях ознакомления с литературой использовались газетные и книжные витрины: «Что ты сделал для фронта», «Защита Отечества – твой священный долг». В послевоенные годы  библиотека переехала в здание Горсовета. Работая в подвальном помещении административного здания, библиотекари задумывались о новом здании библиотеки. В 1952 году здание библиотеки было построено по улице Ленина около Дома культуры.
В 1967 году здание пришло в ветхое состояние и библиотеке переместилась здании ММС, а затем — в полуподвальном помещении типографии. Детская библиотека в это время  находилась в здании Быткомбината.
В 1977 году приказом №12 исполкома райсовета народных депутатов была образована Централизованная библиотечная система.
В 80-х годах XX века стали внедряться активные методы работы с читателями. Библиотека организовывала премьеры книг, беседы за «круглым столом», клубы по интересам, любительские объединения, часы полезных советов, часы информации, бенефисы читателей и др.
В 1986 году в соответствии с распоряжением Совета Министров РСФСР от 12 марта 1986 года центральной библиотеке Семикаракорского района Ростовской области присвоено имя донского писателя Виталия Александровича Закруткина.
В настоящее время в библиотеке можно воспользоваться услугами Интернет, заказать книги по межбиблиотечному абонементу, печатать статьи и др.
На 1 января 2016 года книжный фонд составляет 66635 экземпляра при количестве записанных читателей — 8943 человека. Директором библиотеки является Белокур Ирина Викторовна.